# Isla de Restinga
La Isla de la Restinga (en portugués: Ilha da Restinga) es el nombre de una isla fluvial ubicada en el estuario del río Paraíba, municipalidad de Cabedelo, en el estado de Paraíba, Brasil. Tiene una superficie de 539 hectáreas (5,3 km²) y es parte de un pequeño archipiélago de cuatro otras islas: Stuart, Tiriri, Andorinhas y Eixo.
Entre las muchas actividades que se desarrollaron se destacan una colonia de leprosos (construida por D. Pedro II cuando visitó la isla en 1859, segundo manuscrito de la comitiva en el Museo Imperial de Petrópolis, Río de Janeiro), lugar para la cría de ganado y, más recientemente, sitio de ecoturismo, que ha sido la principal razón para la preservación de sus ecosistemas.
La isla está cubierta con bosques de manglares y algunos bañados, donde varias especies de aves endémicas de la región y migrantes habitan.